# Батрахофагия

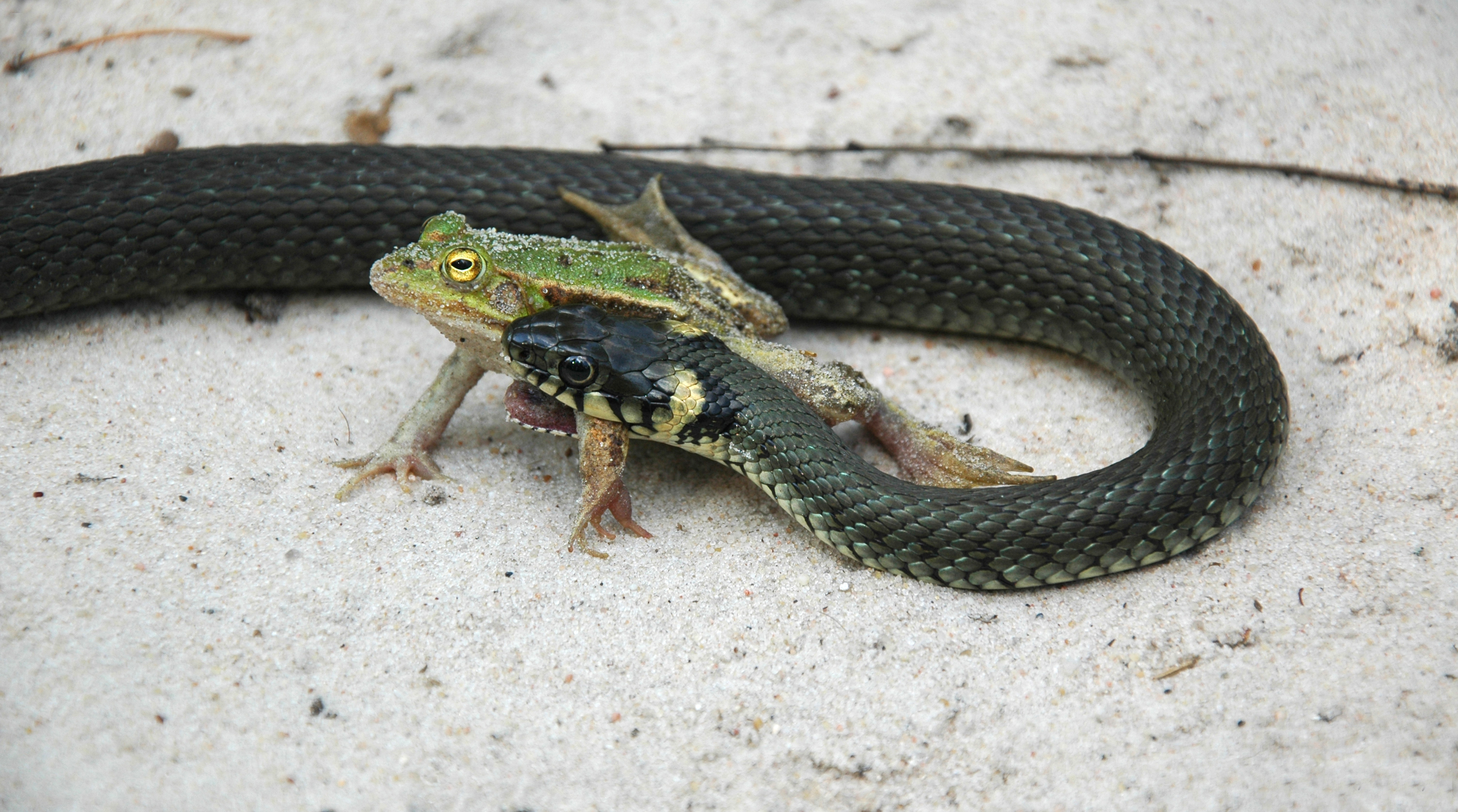
Обыкновенный уж, поедающий лягушку

Батрахофагия (от греч. βάτραχος — «лягушка», и φάγειν — «поедать») — форма питания и пищевого поведения некоторых позвоночных животных, охотящихся и питающихся земноводными, в первую очередь лягушками.
На земноводных охотится сравнительно немного других животных. Чаще всего они становятся добычей некоторых видов пресмыкающихся (в первую очередь змей — ужей, полозов, кобр и других) и птиц. Обычно доля амфибий в питании животных невелика. Однако роль земноводных как объекта питания повышается в годы, когда основные корма хищных животных, например, грызуны, малочисленны. Увеличивается их значение и в бедные кормами сезоны года.
Например, в Волжско-Камском бассейне амфибиями питаются 85 видов птиц, из них у 27 видов земноводные составляют от 5 до 42 % всей добычи. Наиболее часто их поедают аисты, цапли, хищные птицы, чайки, совы и врановые. При этом бесхвостые амфибии, особенно лягушки, становятся добычей птиц во много раз чаще, чем хвостатые. А из бесхвостых амфибий птицы чаще всего поедают лягушек, реже — жаб и квакш. Птицы поедают не только взрослых лягушек, но и их икру и головастиков. Из птиц Северной Евразии преимущественными батрахофагами, то есть животными, в их рационе которых амфибии играют главную роль, являются серая, рыжая и египетская цапли, большая выпь, дальневосточный и чёрный аисты. Они ловят лягушек в течение всего тёплого времени года, отыскивая на болотах и берегах пресных водоёмов. Кроме аистообразных, большое количество амфибий поедают и некоторые ястребиные птицы, например, ястребиный сарыч. Так, в Южном Приморье, по наблюдениям некоторых исследователей, в 14 порциях пищи, принесённых птенцам взрослыми птицами, встречаемость лягушек составляла 67 %. Для других дневных хищников, таких как хохлатый осоед, пегий и болотный луни, сойка, чёрная и большеклювая вороны, амфибии — второстепенный объект питания: они едят их весной в период отсутствия или недостатка другой пищи. Чернохвостая чайка питается амфибиями во время летних и осенних кочёвок, залетая на болота и пресные водоёмы близ морского побережья. Такие птицы, как длиннохвостая неясыть и клинохвостый сорокопут, едят амфибий редко, обычно это бывает весной в годы резкого снижения численности мышевидных грызунов.
Среди рептилий Северной Евразии батрахофагами являются обыкновенный уж и большеглазый полоз. Обыкновенный уж питается лягушками, жабами и их молодью. За одну охоту крупный уж может проглотить до 8 лягушат или крупных головастиков озёрной лягушки. При этом наблюдается достаточно необычное поведение лягушек, которых преследует уж: несмотря на то, что им было бы легче спастись большими прыжками, они совершают короткие и редкие скачки и издают крик, совершенно непохожий на их обычные звуки, а напоминающий скорее жалобное блеяние овцы. Преследование редко продолжается долго, и обычно змея очень быстро настигает свою жертву, хватает её и сразу начинает заглатывать её живьем. Обычно уж старается схватить лягушку спереди — за голову, но часто ему это не удаётся и он хватает её за задние лапы и начинает медленно втягивать в рот. Схваченная им лягушка сильно бьется и издает квакающие звуки. Мелких лягушек уж проглатывает легко, в то время как на проглатывание крупных особей он иногда затрачивает несколько часов. Проглатывает мелких земноводных живьем и большеглазый полоз. При этом иногда вблизи можно слышать звуки, доносящиеся из желудка змеи, издаваемые только что проглоченной лягушкой.
Из млекопитающих земноводных поедают енотовидная собака, европейская норка, выдра, барсук, лесной хорёк. У енотовидной собаки они могут составлять 18—60 % всего рациона, у норки — 20—22 %, у барсука — 21,3 %, у лесного хорька — около 12 %. В небольших количествах амфибии входят в пищевой рацион и многих других хищников.
На зимовках взрослые особи и особенно сеголетки чаще тех видов, которые как травяная лягушка, не закапываются в ил, становятся жертвами рыб.

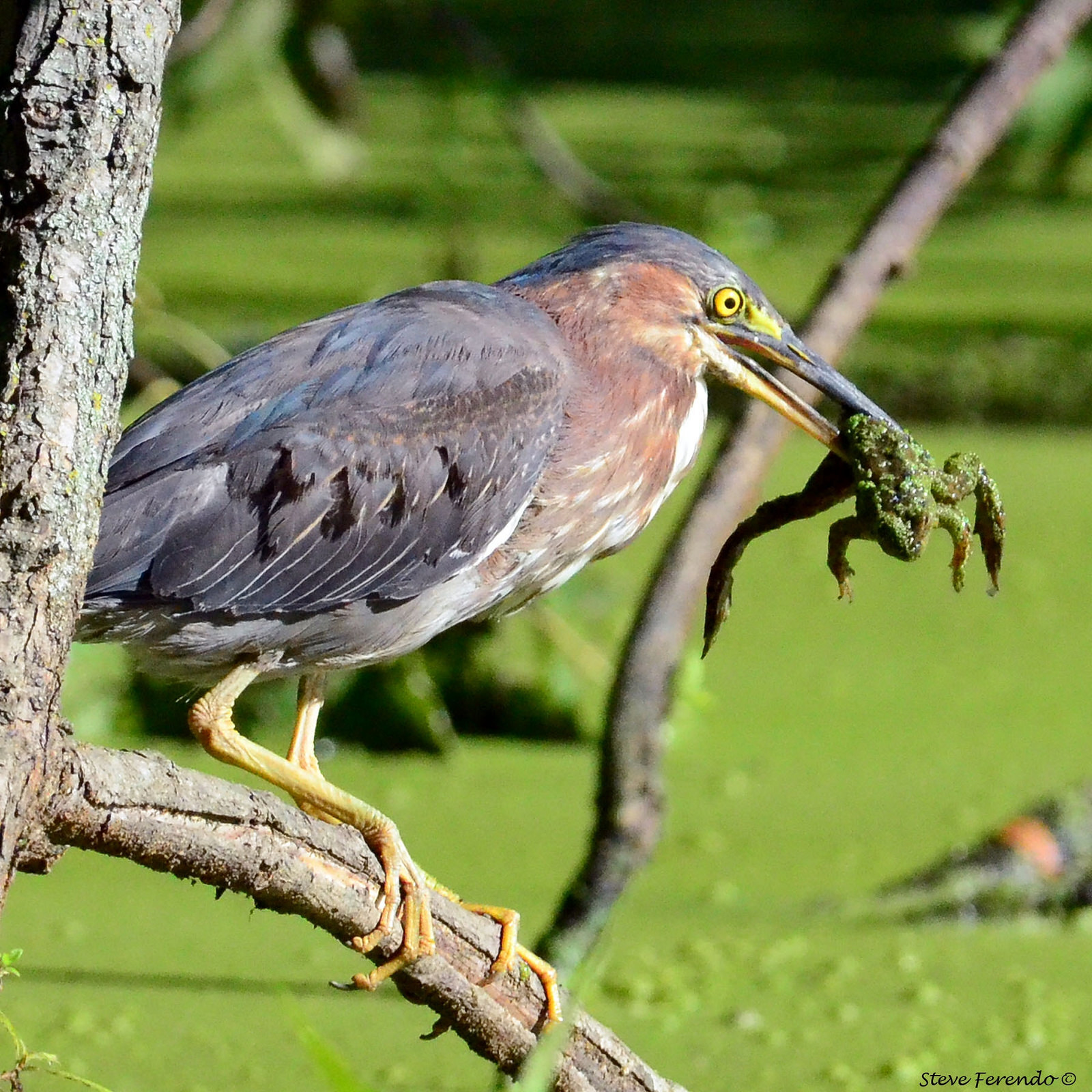
Американская зелёная кваква, поймавшая лягушку
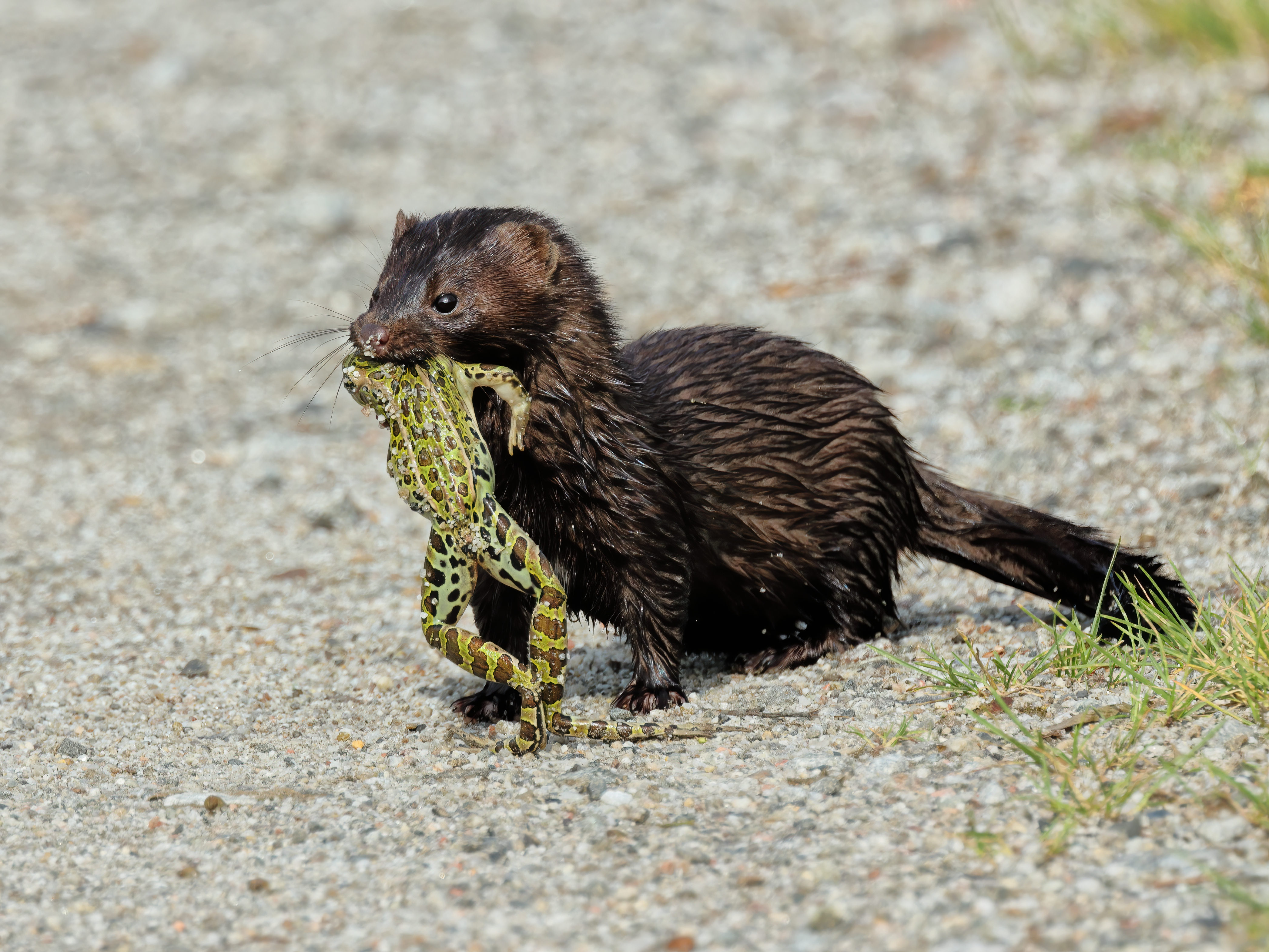
Американская норка с пойманной леопардовой лягушкой
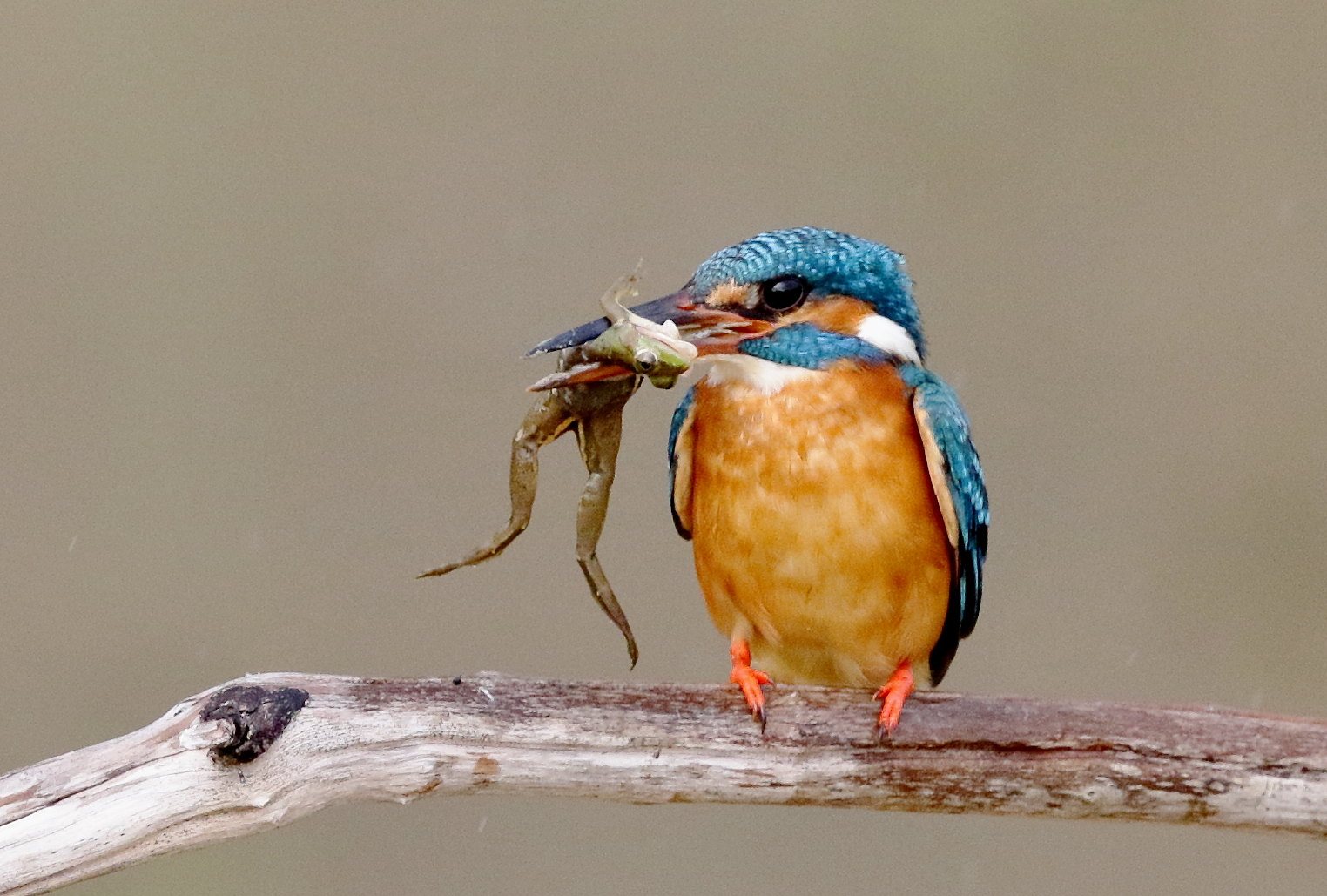
Обыкновенный зимородок, поймавший лягушку
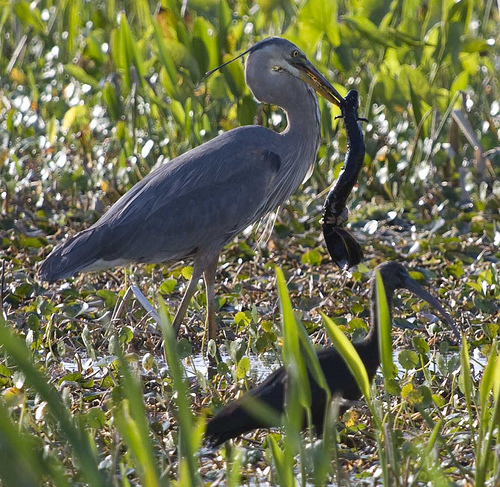
Большая голубая цапля с пойманной угревидной амфиумой
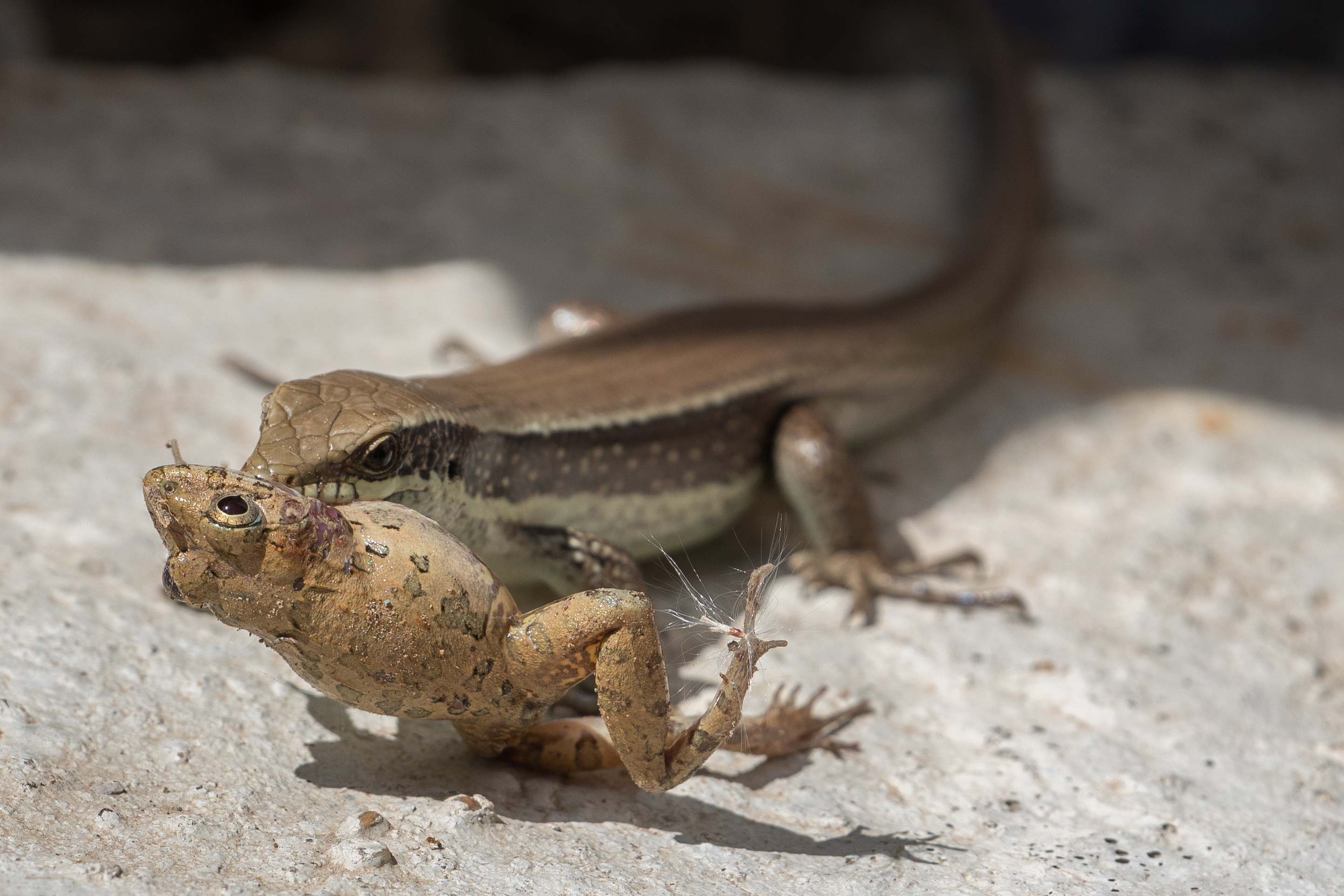
Ящерица азиатская мабуя с пойманной лягушкой
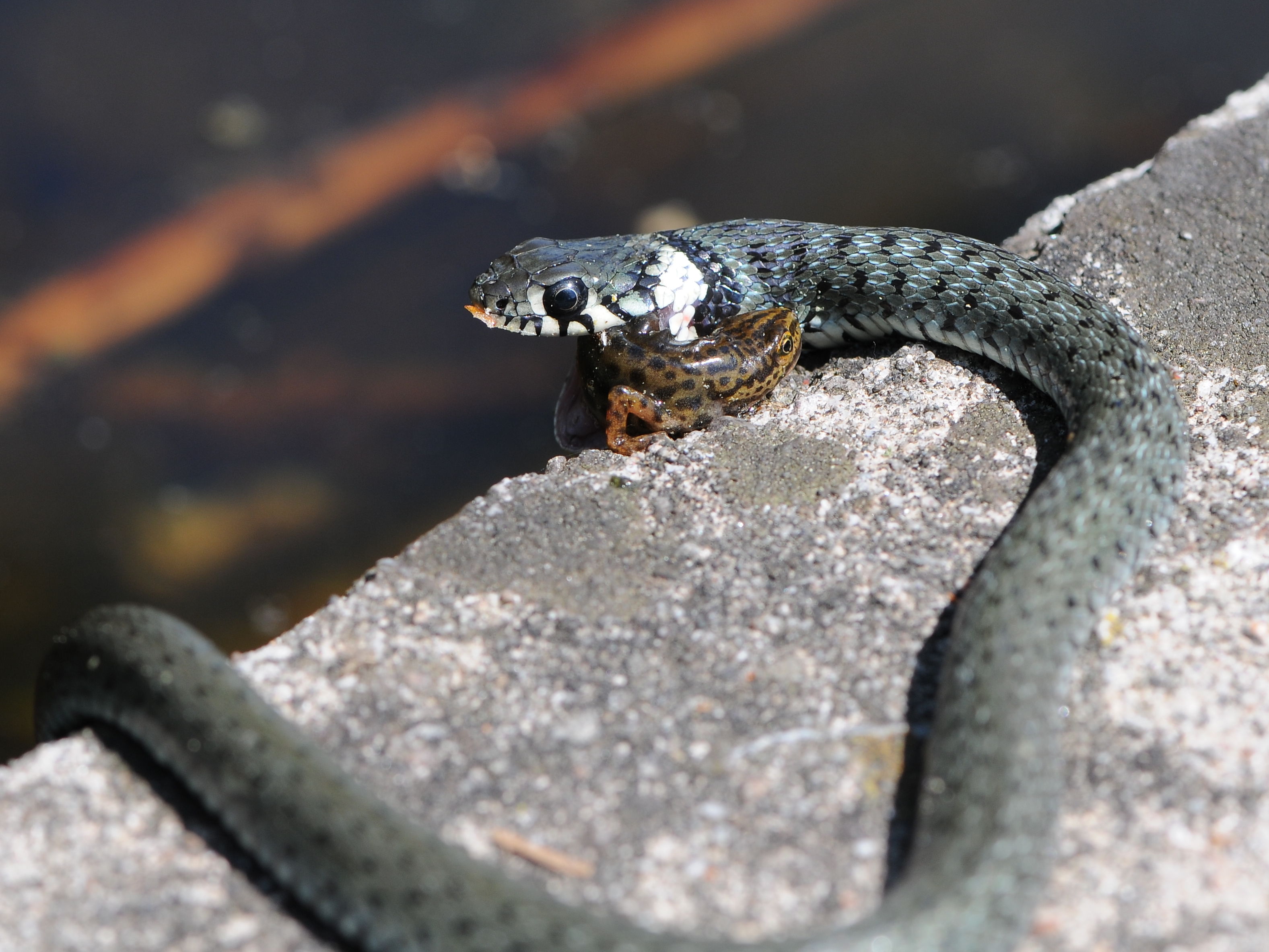
Уж, поедающий обыкновенного тритона
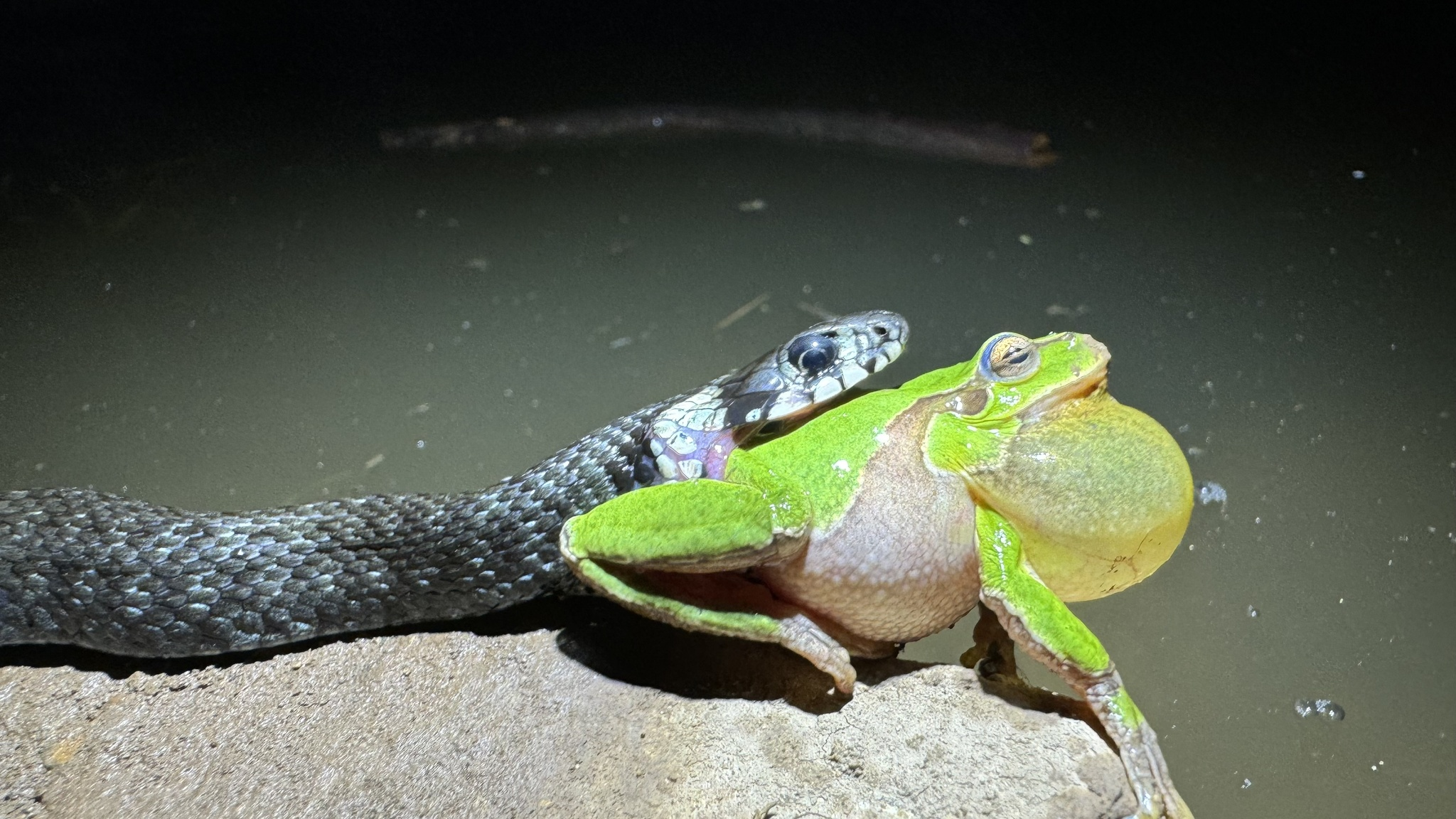
Уж, схвативший восточную квакшу
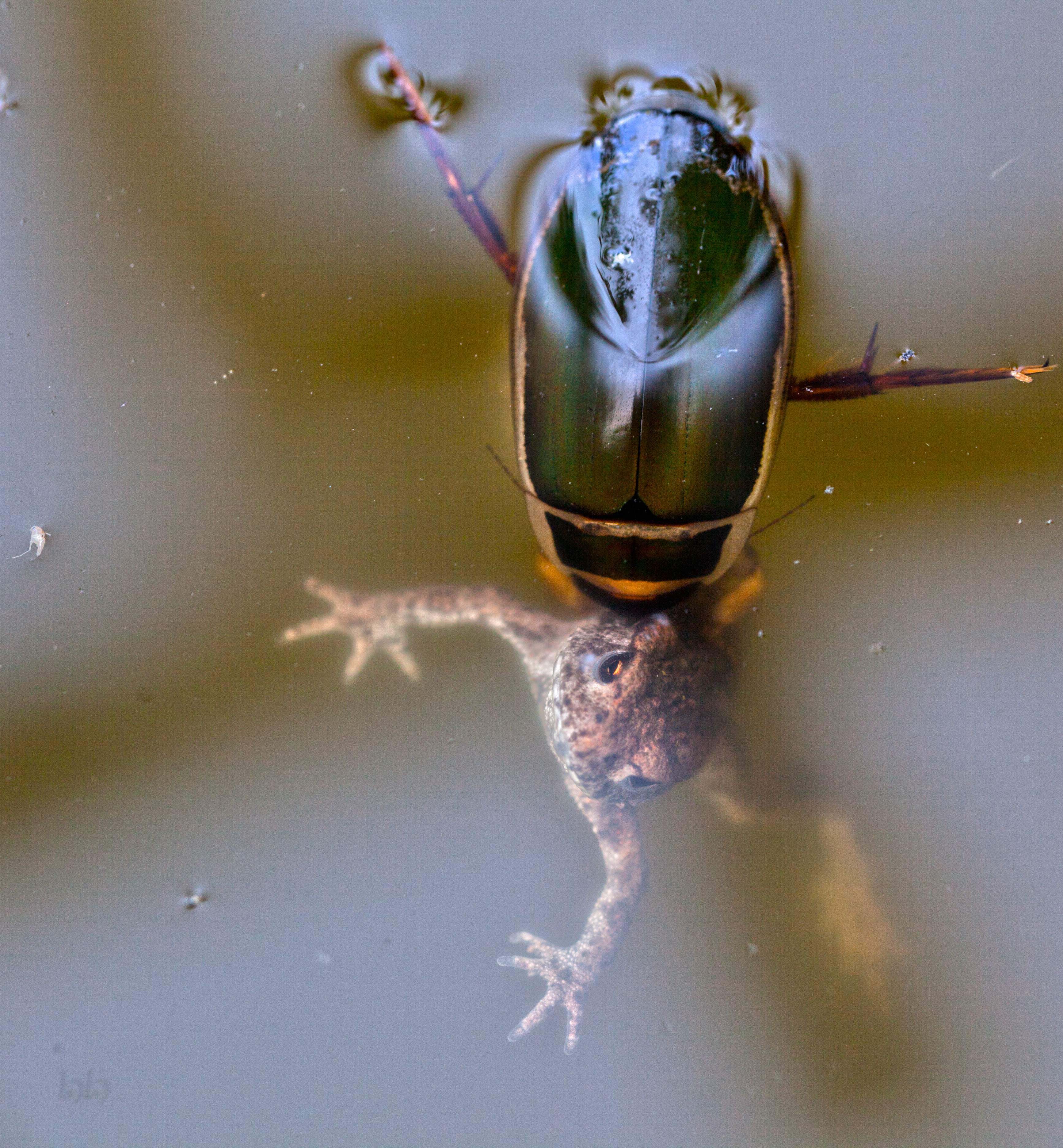
Водяной жук окаймлённый плавунец, поймавший молодую жабу
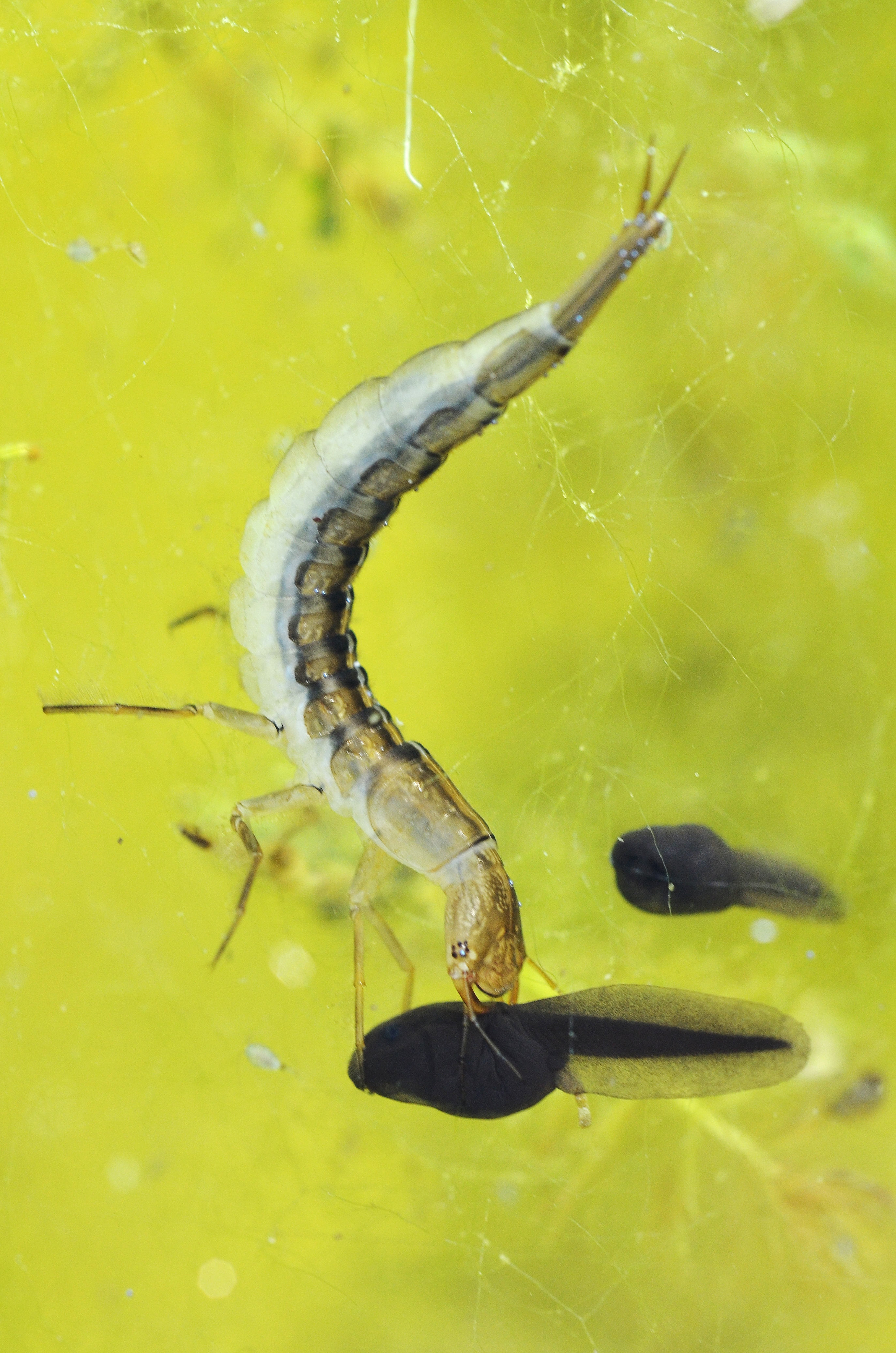
Личинка жука плавунца с пойманным головастиком
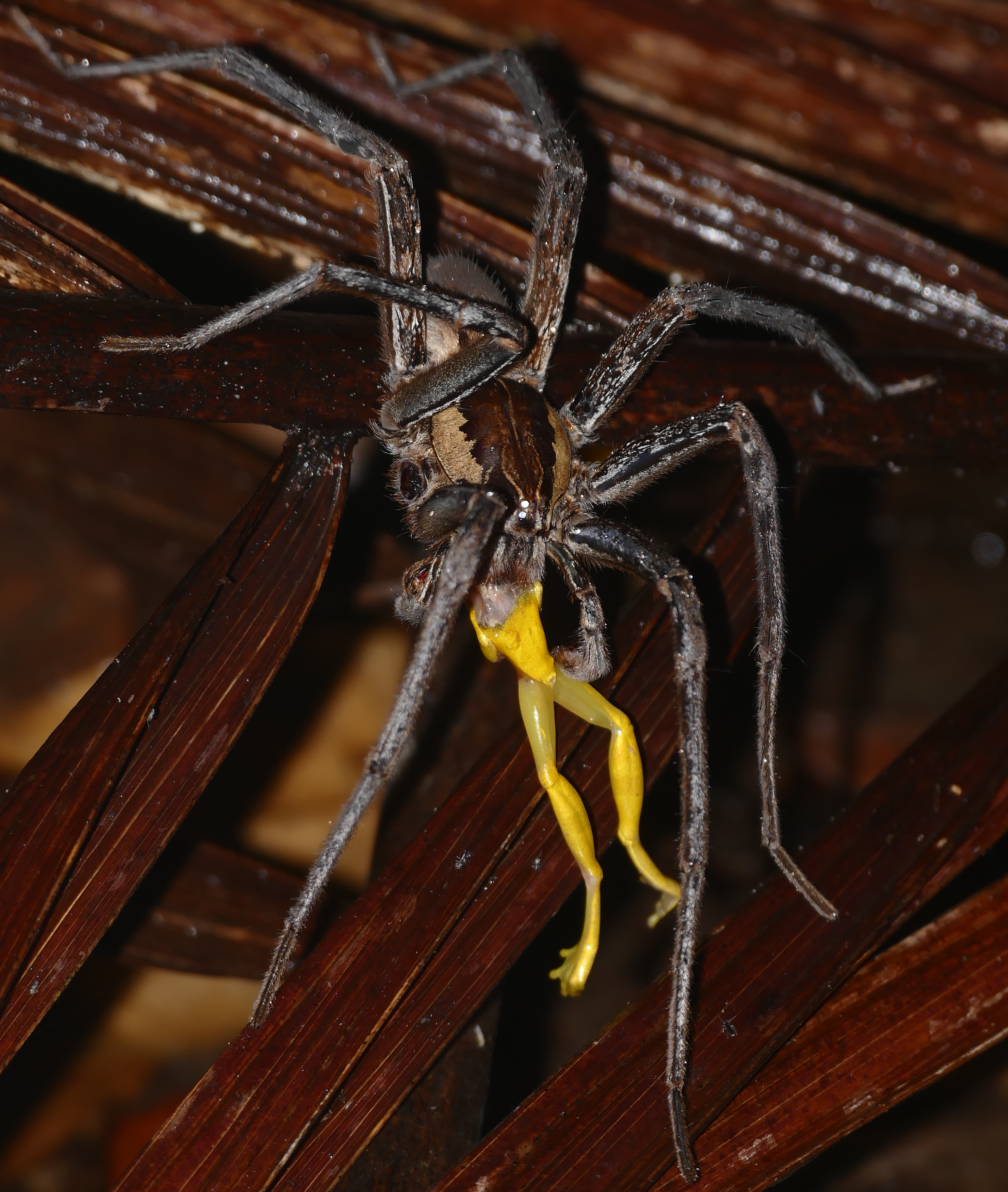
Паук Ancylometes rufus, поймавший палевую квакшу